# 沙貝駅
沙貝駅（さばいえき、中文表記: 沙贝站、英文表記: Shabei Station）は、中華人民共和国広東省広州市白雲区にある広州地下鉄6号線の駅。

## 駅構造
相対式ホーム2面2線の高架駅。

## 沿革
2013年12月28日-開業

## 隣の駅
■6号線
横沙駅 - 沙貝駅 - 河沙駅